# فرانسیسکو خاویر ماولئون
فرانسیسکو خاویر ماولئون (اسپانیایی: Francisco Javier Mauleón‎؛ زادهٔ ۱۶ سپتامبر ۱۹۶۵) دوچرخه‌سوار اهل اسپانیا است. وی در مسابقات تور دو فرانس و جیرو دیتالیا شرکت کرده است.